# Ute Lemper
Ute Lemper, née le 4 juillet 1963 à Münster, est une actrice et chanteuse allemande.

## Biographie
Diplômée de l'Académie de danse de Cologne et du Max-Reinhardt-Seminar de Vienne, elle a commencé sa carrière par des représentations à Stuttgart, dans des pièces de Fassbinder entre autres. Ute Lemper vit à New York avec son mari, le musicien et producteur Todd Turkisher et leurs quatre enfants. Outre l'allemand, sa langue maternelle, elle maîtrise parfaitement le français et l'anglais.[réf. nécessaire]

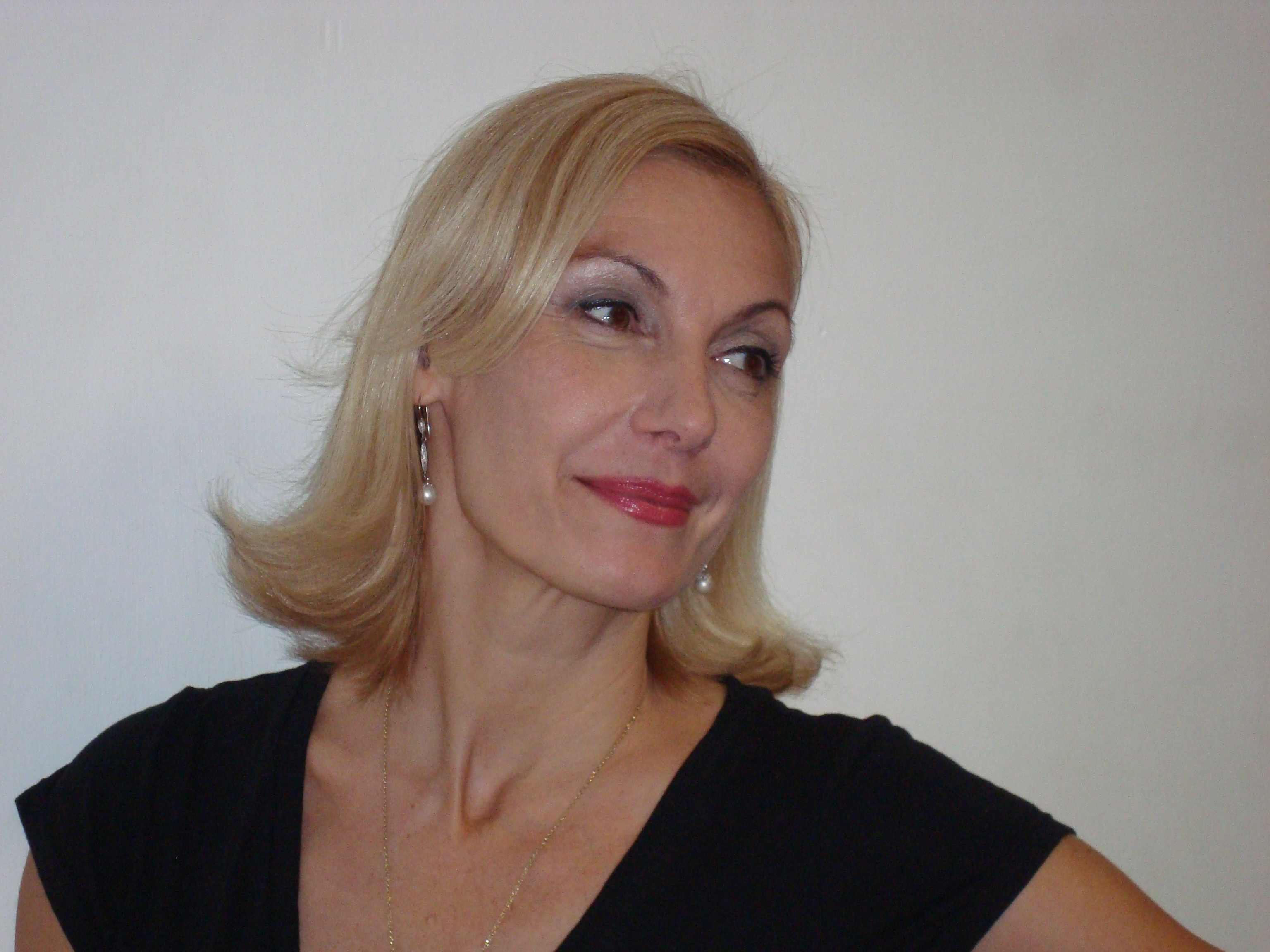
Ute Lemper en 2009.

## Carrière
Ute Lemper a participé en 1983 à la production autrichienne Cats. En 1985 elle interprète le rôle-titre dans la comédie musicale Peter Pan. En 1986, elle interprète Sally Bowles (jouée au cinéma par Liza Minnelli) dans la version de Cabaret mise en scène par Jérôme Savary, rôle pour lequel elle obtient un Molière. Ute Lemper interprète aussi des chansons du compositeur Kurt Weill. En 1987, elle remporte un grand succès dans les plus grandes salles du monde lors du spectacle qui s’inspire de la vie et du répertoire de Kurt Weill. En 1989, elle interprète le rôle de Marie-Antoinette dans le film L'Autrichienne, qui raconte le procès et les derniers jours de la dernière reine de France. La même année, elle est la voix de la petite sirène Ariel. En 1990, on la retrouve dans l'équipe d'artistes invités par Roger Waters pour le concert The Wall Live in Berlin, alors qu'elle tient le rôle de l'épouse de Pink. 
En 1992, son album Illusions reçoit le Grand prix de l'Académie Charles-Cros (arrangements et direction musicale de Bruno Fontaine). En 1993, elle sort l'album Espace indécent, écrit par Patrice Guirao et composé par Art Mengo, la production étant de Jean-Pierre Mader. Le simple Parler d'amour en duo avec Art Mengo sera un succès.
En 1994, elle fait une apparition dans le film Prêt-à-porter de Robert Altman dans le rôle d'Albertine. En 1997, elle incarne la sulfureuse Velma Kelly de Chicago lors de la création du spectacle à Londres. Elle tient le rôle principal dans Combat de fauves en 1997. Elle est également active dans les domaines de la peinture et du journalisme.

## Discographie
- Cats (enregistrement original allemand, 1983)
- Ute Lemper Singt Kurt Weill (1987) [2]
- Life is a Cabaret (1987)[3]
- Ute Lemper Sings Kurt Weill (1988)[4]
- Starlight Express (enregistrement original allemand, 1988)[5]
- I Dreamed a Dream (1988)[6]
- Crimes of the Heart (1989)
- L'Autrichienne (1989)
- Die Dreigroschenoper (1990)
- Kurt Weill, Die Sieben Todsünden. Mahagonny Songspiel, RIAS Berlin Sinfonietta, John Mauceri, direction, DECCA, 1990.
- The Wall Live in Berlin de Roger Waters. (1990)
- Arielle, die Meerjungfrau (1990)[7]
- Andrew Lloyd Webber Welterfolge (1990)[8]
- Prospero's Books (1991)
- Ute Lemper Live: Ihre Grossen Tournee-Erfolge (1991)
- The Michael Nyman Songbook (1991)[9]
- Homo Faber (1991)
- Guarda La Fotografia (1991)
- Illusions (1992)
- Komisch' Wetter (1992)[10]
- Ute Lemper Sings Kurt Weill - Volume 2 (1993)
- Espace Indécent (1993)
- Portrait of Ute Lemper (1995)
- City of Strangers: Songs by Sondheim, Prévert... (1995)
- Die Eisprinzessin (1995)
- Birds in Cages (1995)
- Der Glöckner von Notre-Dame (1996)
- Berlin Cabaret Songs (versions en anglais et en allemand, 1996/1997)
- Nuits Étranges (1997)
- All That Jazz: The Best of Ute Lemper (1998)
- Chicago (London cast recording, 1998)
- Kurt Gerrons Karussell (1999)[11]
- Punishing Kiss (2000)
- Little Water Song (2000)
- But One Day... (2002)
- Blood & Feathers: Live from the Café Carlyle (2005)
- Between Yesterday and Tomorrow (2008)
- Paris days, Berlin nights (2012)
- Forever: The Love Poems of Pablo Neruda (2013)
- The 9 Secrets (basé sur des textes du livre de Paulo Coelho "Le manuscrit retrouvé") (2015)
- Rendezvous With Marlene (2020)
- Time Traveler (2023)

## Filmographie

### Cinéma
- 1985 : Drei gegen Drei de Dominik Graf
- 1989 : L'Autrichienne de Pierre Granier-Deferre (Marie-Antoinette)
- 1990 : Jean Galmot, aventurier d'Alain Maline
- 1991 : Prospero's Books de Peter Greenaway
- 1992 : Moscou Parade : de Ivan Dykhovitchny
- 1992 : Coupable d'innocence ou Quand la raison dort de Marcin Ziebinski
- 1994 : Prêt-à-porter de Robert Altman
- 1996 : Bogus de Norman Jewison
- 1997 : Combat de fauves de Benoît Lamy
- 2014 : Magic in the Moonlight de Woody Allen

### Télévision
- 1987 : Das Erbe der Guldenburgs (8 épisodes)
- 1991 : Not Mozart - Letters, Riddles and Writs (Wolfgang Amadeus Mozart)
- 1992 : Pierre qui brûle de Léo Kaneman
- 1993 : Taratata No 33 (tourné le 15 novembre 1993 - diffusé le 18 décembre 1993)
- 1996 : Les contes de la crypte
- 2003 : Aurélien d'Arnaud Sélignac